# Усадьба Стаховичей (Пальна-Михайловка)

Особняк в усадьбе Стаховичей (фото 1930-х годов)

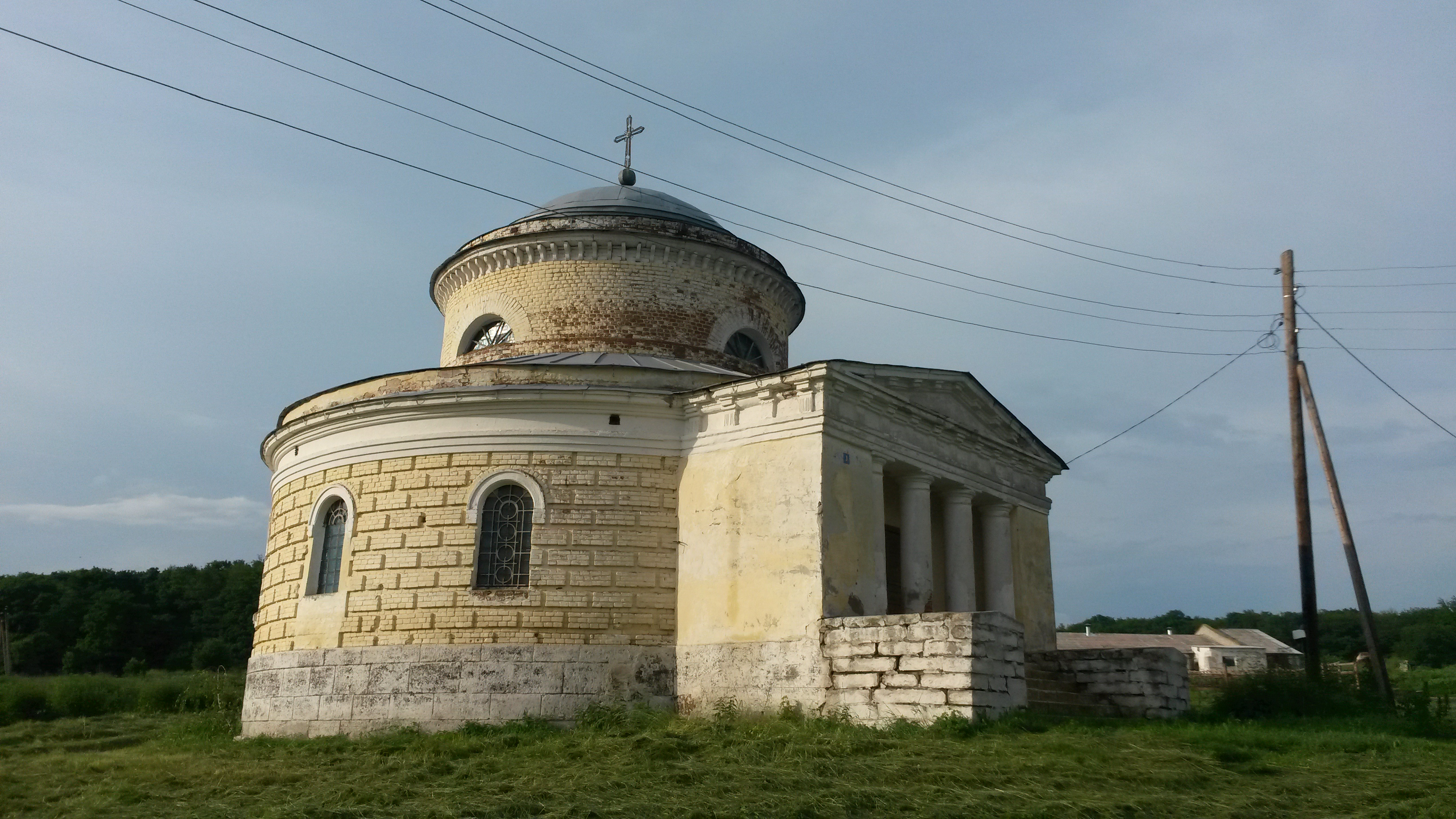
Церковь Михаила Архангела

Уса́дьба Стахо́вичей — бывшая дворянская усадьба в селе Пальна-Михайловка Становлянского района Липецкой области, в 15 км севернее Ельца. Является объектом культурного наследия народов России и охраняется государством.

## История усадьбы
Первым владельцем имения был титулярный советник Осип Андреевич Перваго, по его заказу в усадьбе появились деревянные жилые дома и хозяйственные постройки, отмеченные уже на планах 1779 года. От Осипа Андреевича её унаследовал внук Михаил — русский просветитель, друг писателя Николая Новикова. После его смерти имение перешло к его единственной дочери Надежде Михайловне, которая с 1818 года была замужем за гвардейским офицером Александром Ивановичем Стаховичем. Стаховичи владели усадьбой до 1917 года.
В начале XIX века М. В. Перваго самостоятельно распланировал в имении большой английский парк с клумбами, беседками и садом на 26 десятинах (28,4 га). Также по проекту архитектора А. Л. Витберга был построен усадебный дом, который ныне является показательным образцом деревянного здания в стиле классицизм первой трети XIX века. Интерьеры здания были расписаны итальянским художником И. К. Скотти в стиле гризайль, однако эти росписи не сохранились, так как дом дважды горел и перестраивался.
По проекту архитектора Д. Жилярди в 1830 году была построена домовая церковь-мавзолей, освященная во имя Архангела Михаила, с семейным склепом владельцев. Она выполнена в виде круглого глухого здания с куполом на барабане, украшенного одним портиком с западной стороны, и напоминает своими очертаниями римский Пантеон.
Во второй половине XIX века напротив особняка, на противоположном берегу реки Пальны был возведен другой двухэтажный особняк в псевдоготическом стиле, который сильно пострадал во время войны, но не утратил своего оригинального вида. Готический стиль этой усадьбы подчеркивают пирамидальные дубы, которые изображены на флаге и гербе Становлянского района. Эти два дуба были привезены молодыми саженцами из Болгарии в период русско-турецкой войны в 1877—1878 годах и посажены в усадьбе Стаховичами.
Дом Стаховичей являлся на протяжении XIX века резиденцией елецких предводителей дворянства. Будучи любителями и знатоками искусства они привлекали в Пальну талантливых архитекторов, писателей, артистов. В разное время в усадьбе Стаховичей бывали Л. Н. Толстой, И. Е. Репин, Н. Н. Ге, артисты театра МХАТ и его художественный руководитель К. С. Станиславский, а также другие известные деятели культуры и искусства.

## Известные посетители усадьбы
По неподтвержденным документально данным, в 1829 году село посетил А. С. Пушкин во время путешествия в Арзрум. Затем на средства Александра Александровича Стаховича архитектором И. Витали за год до смерти поэта был создан памятник А. С. Пушкину в парке: бюст на гранитном пьедестале. Памятник существовал вплоть до революции, но в 1918 году был уничтожен крестьянами села. В 2000 году елецкий скульптор Николай Кравченко при участии одиннадцати представителей семьи Стаховичей воссоздал памятник Пушкину. В настоящее время памятник стоит не в парке, а перед новой школой.
В июне 1891 года художник Илья Репин посетил Елец, а также село Пальну-Михайловку, где пробыл неделю. Здесь он написал картину «Пальна. Вид с балкона» и подарил Софье Александровне Стахович, которой очень восхищался. Также художник написал портреты Софьи Стахович и её мужа.

## Современный статус
В настоящее время от усадебного комплекса сохранились памятники архитектуры федерального значения: главный дом, «дом актёра», церковь-усыпальница, английский парк, мост через овраг в парке, а также выявленные объекты культурного наследия — школа кружевниц, дом управляющего, охотничий домик, хозяйственные постройки. Парк охраняется государством как дендрологический памятник природы. Михаилу Михайловичу Стаховичу (1921-2016), внуку Алексея Александровича Стаховича разрешили создать в усадьбе музей Стаховичей в 2006..